# 베르사유궁

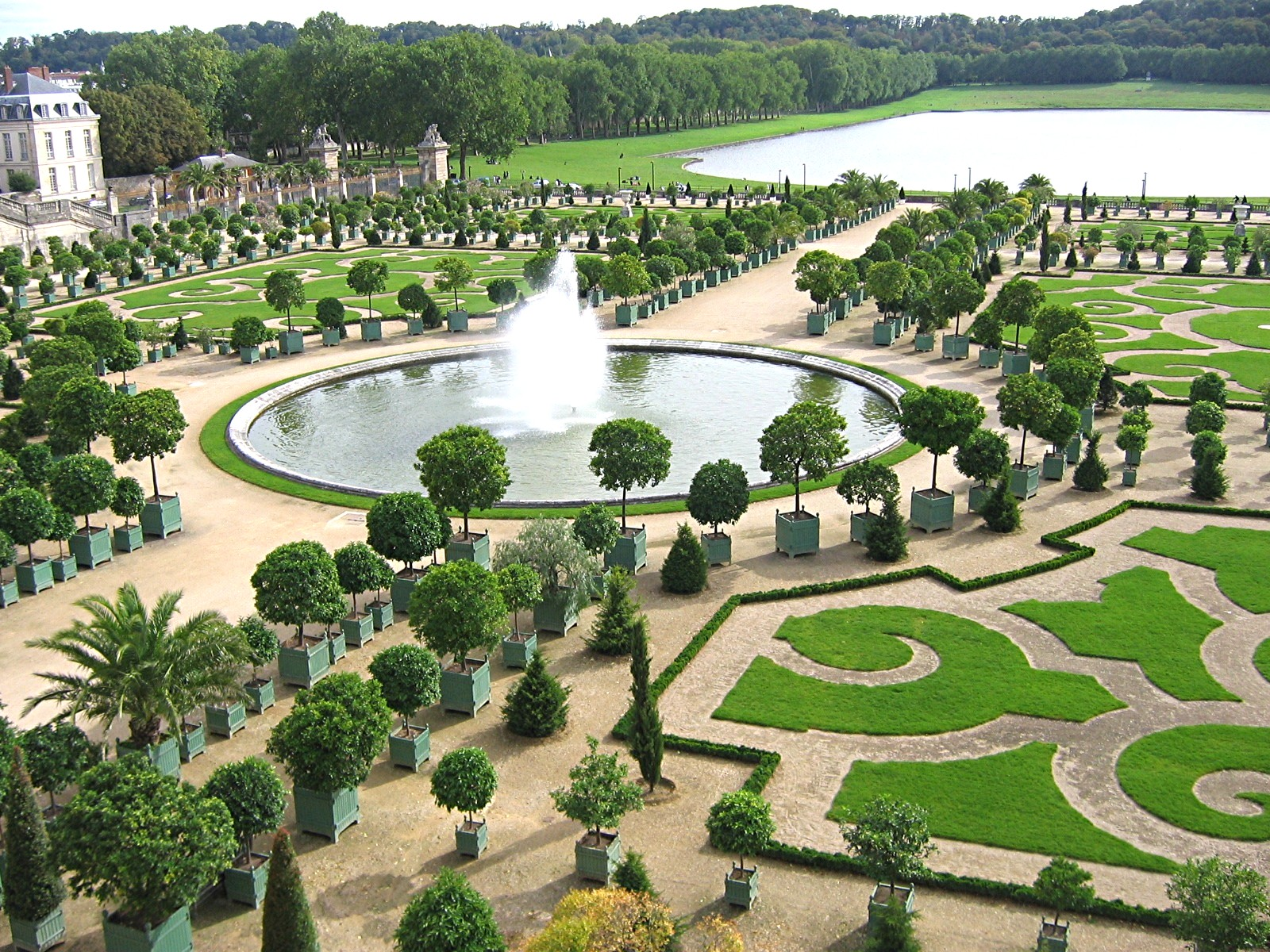

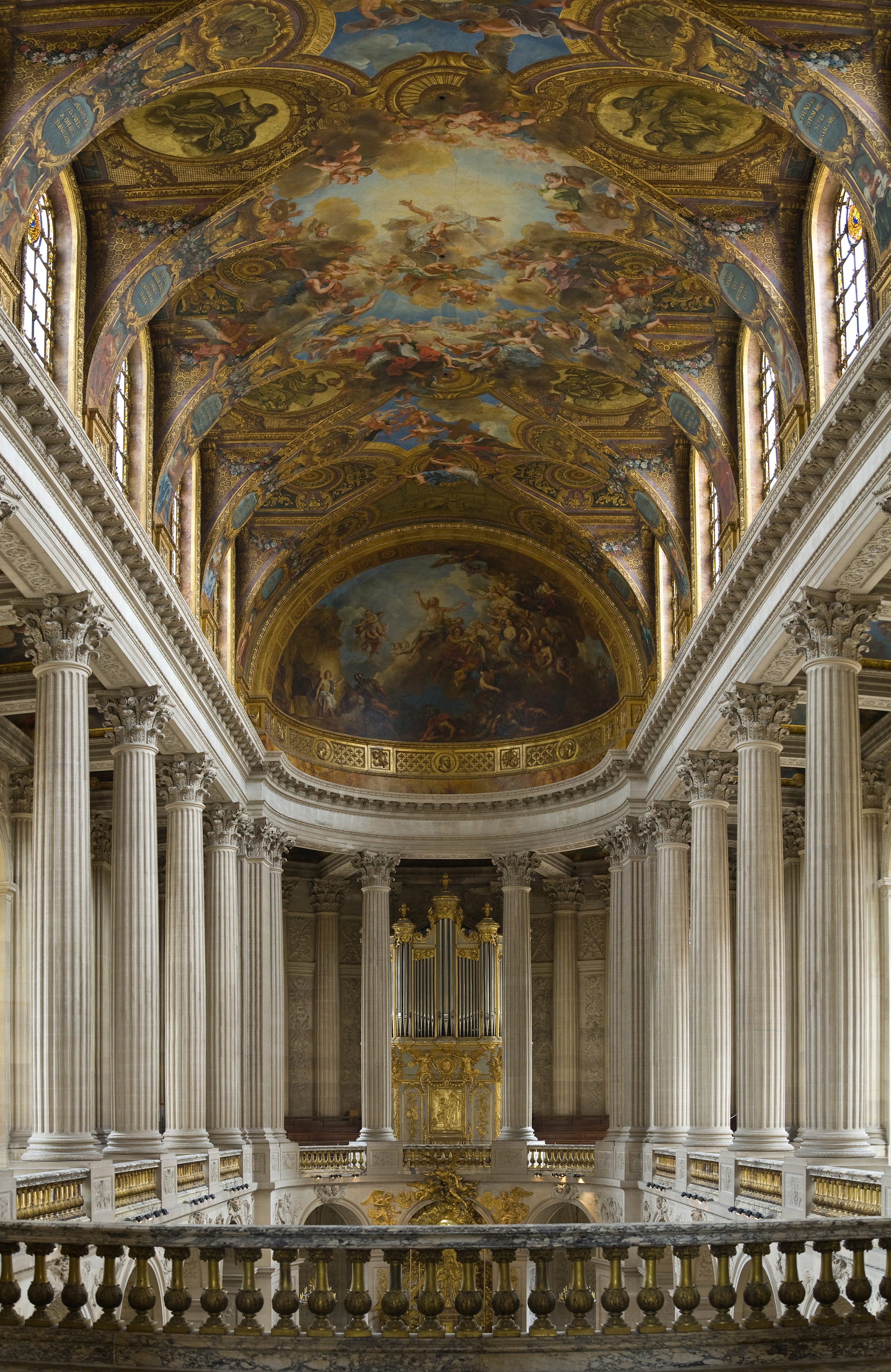
예배당

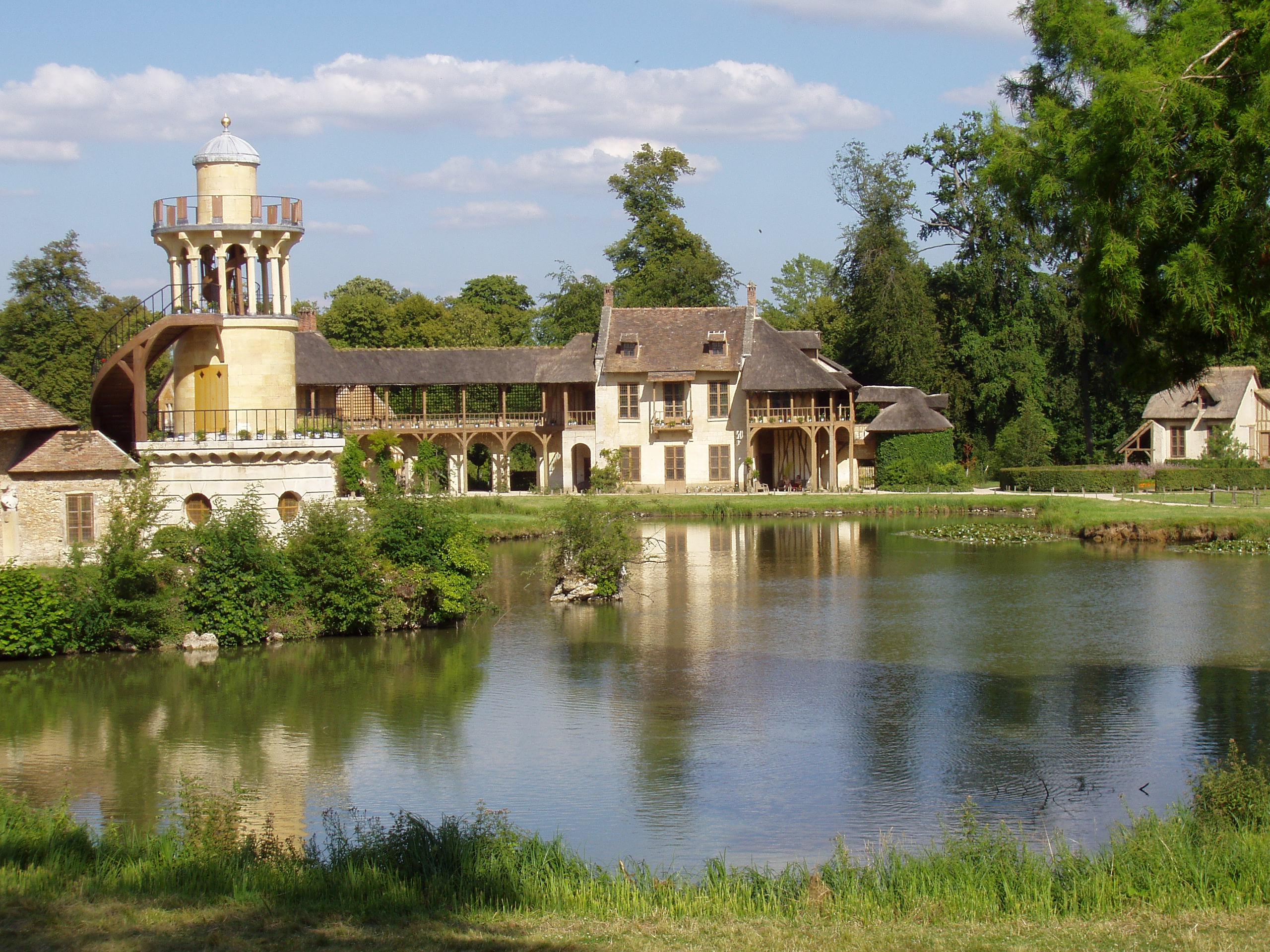
1783년 정원에 세워진 마리 앙투아네트의 전원적인 연못 Hameau

베르사유궁(프랑스어: Château de Versailles, 프랑스어 발음: [ʃɑto d(ə) vɛʁsɑj] ( 듣기), 영어: Palace of Versailles)은 프랑스 파리 교외의 베르사유에 위치한 왕궁이다. 
베르사유는 원래 파리 지역의 시골 마을 중 하나였으나 이 궁전이 세워진 이후부터는 자치권을 가진 파리 외곽의 도시가 되었다. 베르사유궁은 단순 사치를 위한 궁전이 아니라 태양왕 루이 14세의 정치적 목적이 있다. 지역 귀족을 이 궁으로 모이게하면 그 귀족들을 감시하기 쉽기 때문이였다. 또한 베르사유 궁전은 원래 왕이 사냥할 때 머무는 여름 별장이었으나 1682년 루이 14세가 파리 루브르궁에서 이 궁전으로 거처를 옮겨, 1789년 왕가가 수도로 돌아갈 것을 강제될 때까지 프랑스 앙시앵 레짐 시기, 권력의 중심지였다.
바로크 건축의 대표 건축물으로, 호화로운 건물과 광대하고 아름다운 프랑스식 정원에 1,400개의 분수들 그리고 오페라와 거울의 방으로 유명하다. 거울의 방은 벽과 천장이 베네치아산 거울로 된 길이 73m의 방인데 1차 세계대전을 형식적으로 마무리 지었던 베르사유 조약이 1919년 6월 28일에 이 방에서 이루어졌다. 베르사유 궁전은 한번에 2만 명이나 수용할 수 있는 커다란 안뜰을 둘러싸고 있는데 안뜰에는 대트리아농과 소트리아농을 포함하여 작은 궁전들이 있다. 또한 1783년 이 안뜰에서 세계 최초의 열기구가 떠올랐다. 
베르사유궁을 본격적으로 궁전으로 만든 절대왕정의 태양왕 루이14세는 자신을 상징하는 태양,태양신인 아폴론을 베르샤유궁에 배치했다. 대표적으로 거울의 방 천장화에 아폴론을 그려놓았고 아폴론이 끄는 마차를 동상으로 장식된 분수 또한 만들었다. 이러한 분수를 만들기 위해서는 상당히 많은 양의 물이 필요하지만 베르샤유궁의 위치는 고지대에 있기 때문에 센강의 물을 펌프로 퍼 와야 했다. 또한 아폴론의 동상을 궁정에 놓았고 이뿐만이 아니라 그리스 로마 신화를 상징하는 것을 궁전에 디자인 장식으로 사용했다.
베르사유 궁전이 실제로 궁전으로서 사용된 기간은 매우 짧고, 1715년 루이 14세 사후, 뒤를 이은 루이 15세는 곧바로 파리로 다시 궁전을 옮겼다.
나중에는 프로이센(프러시아)가 파리를 점령하고 베르사유궁에서 빌헬름 1세의 즉위식이 열리기도했다.

## 갤러리

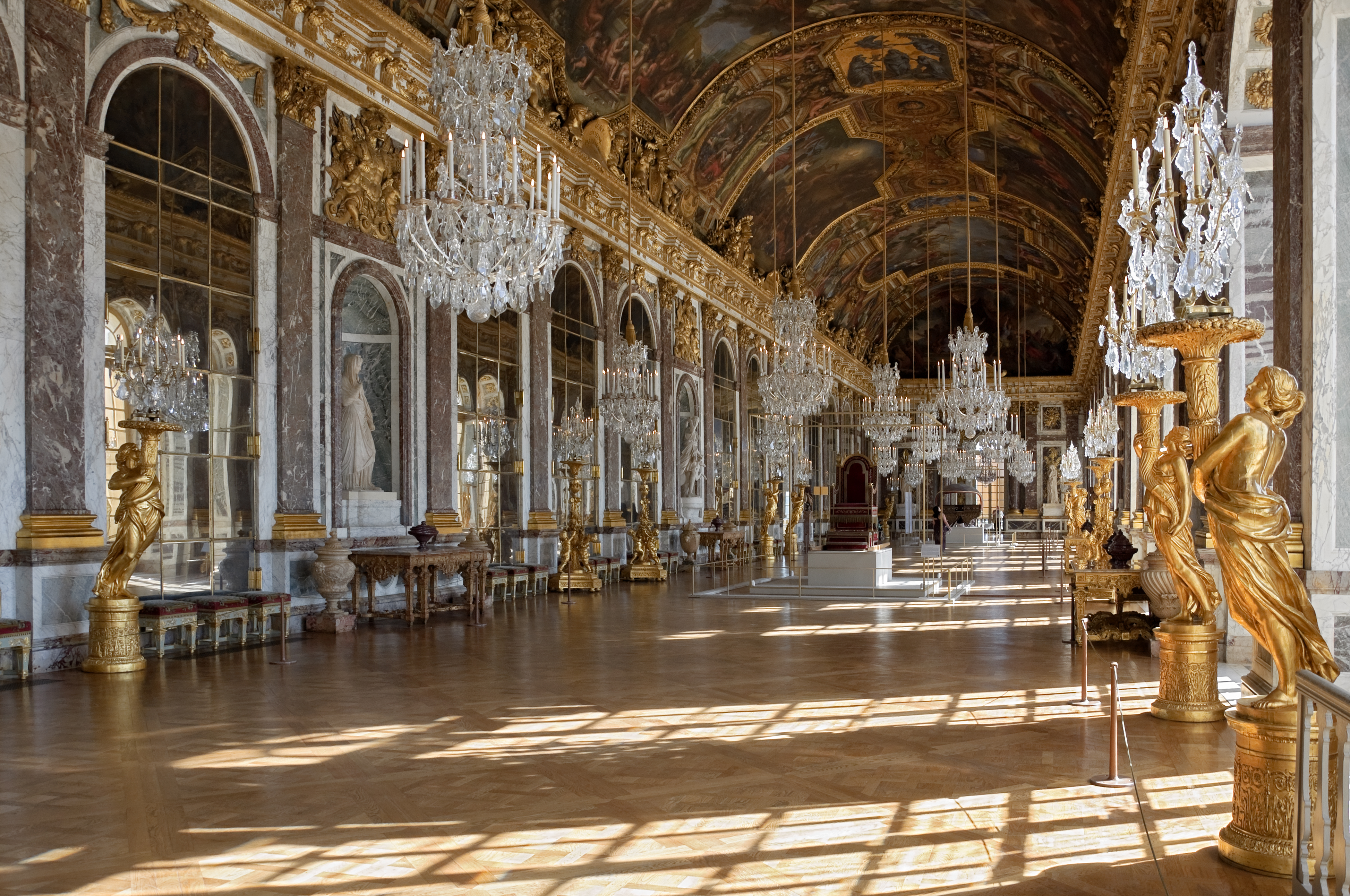
거울의 방
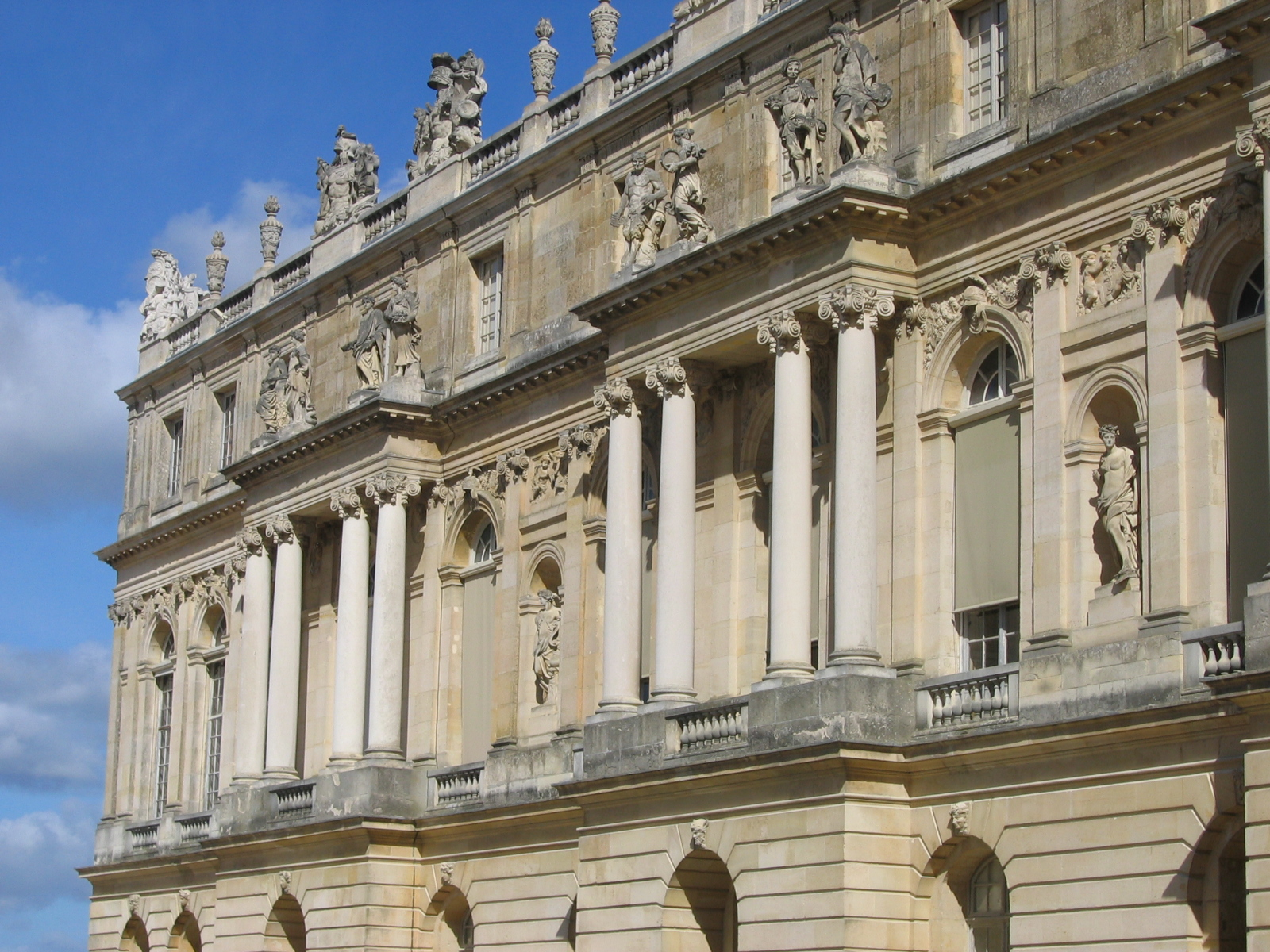
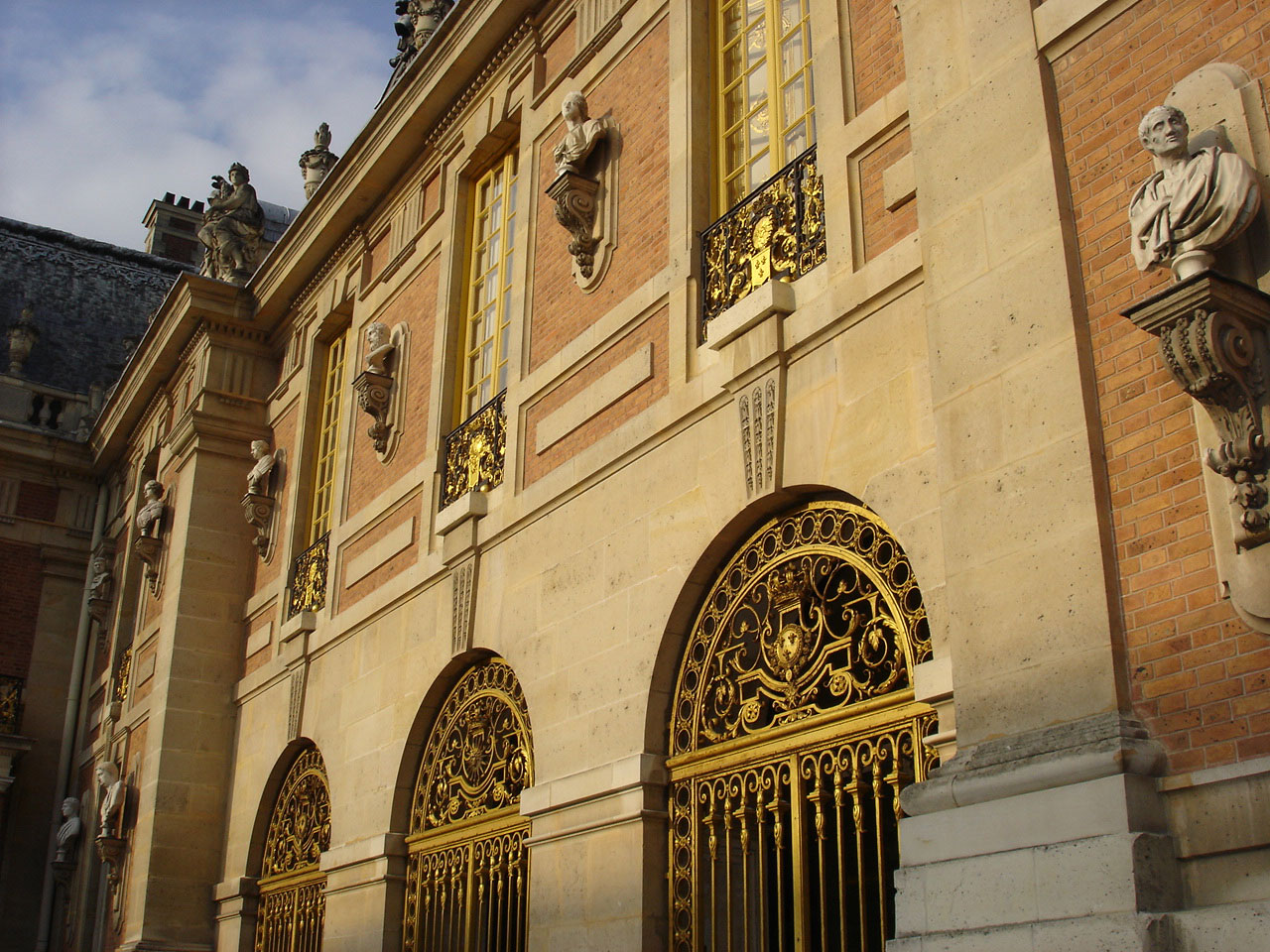
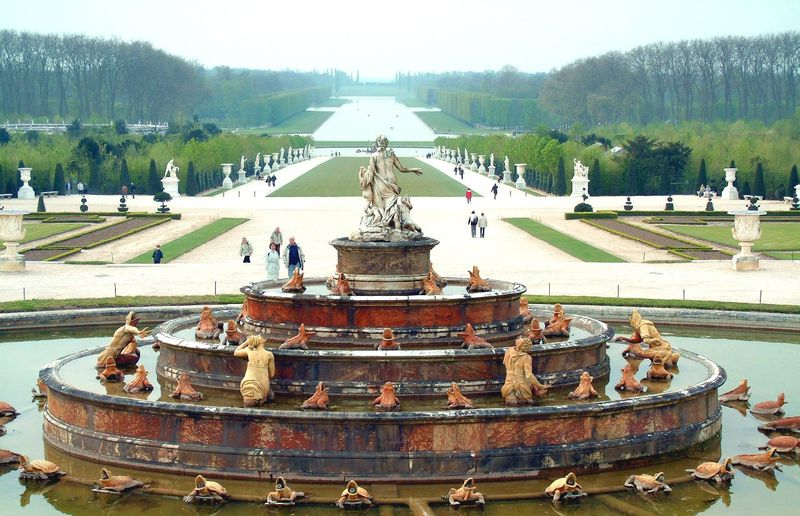
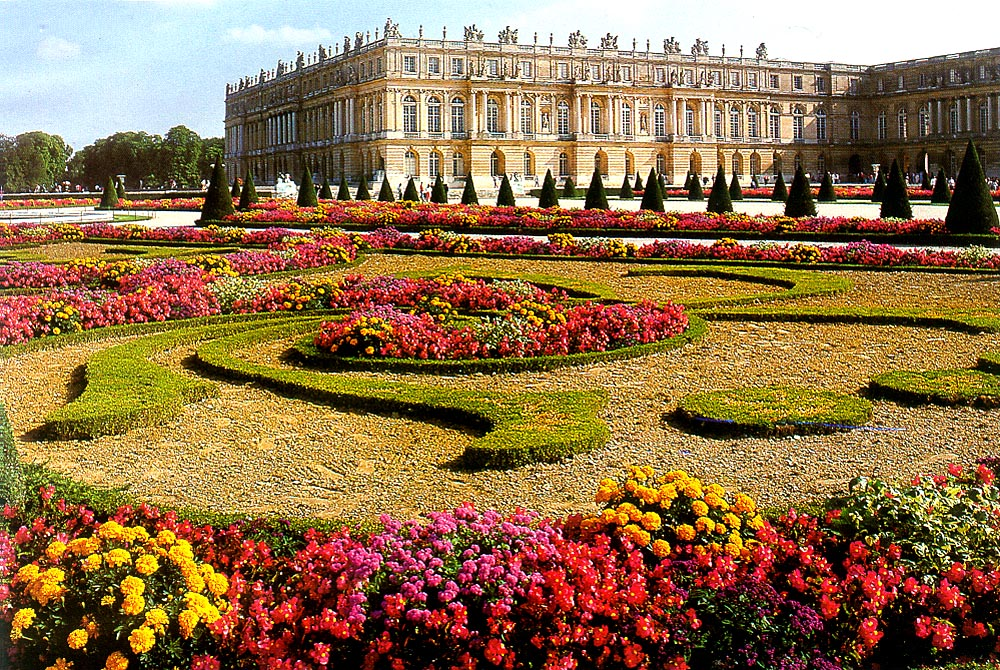
프랑스식 정원
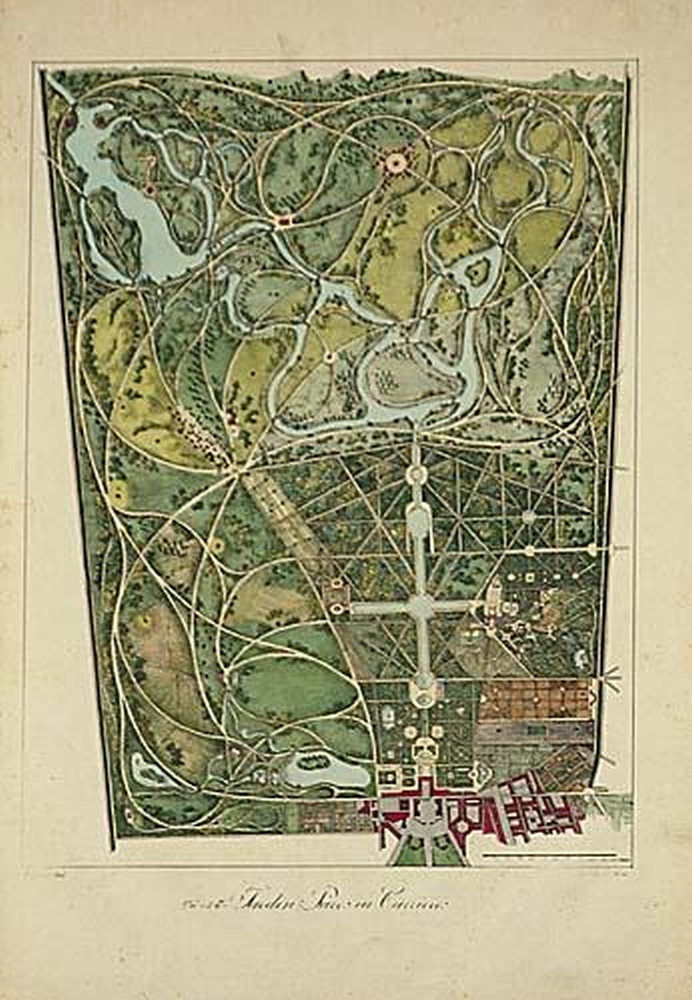
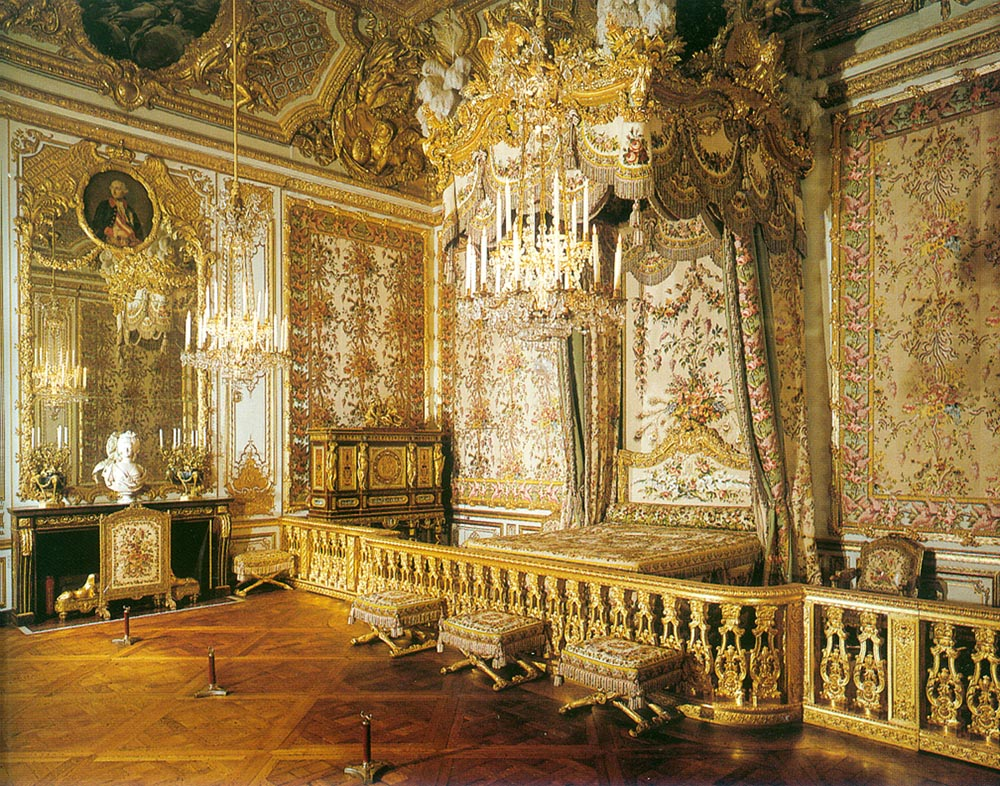
마리 앙투아네트의 침실
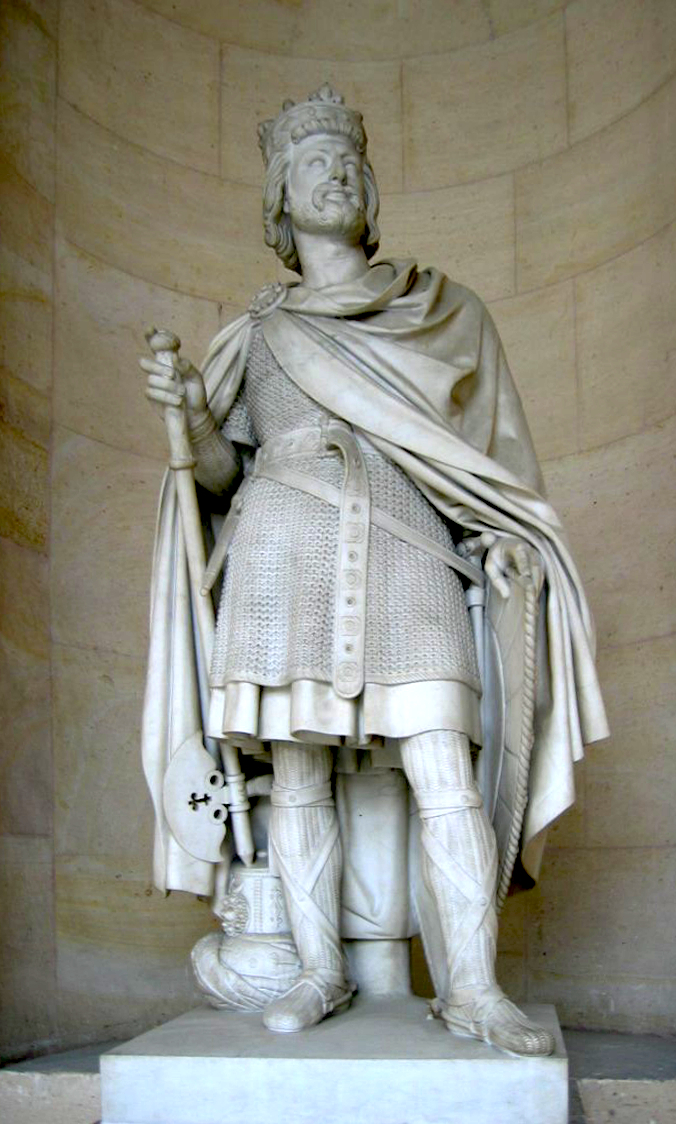
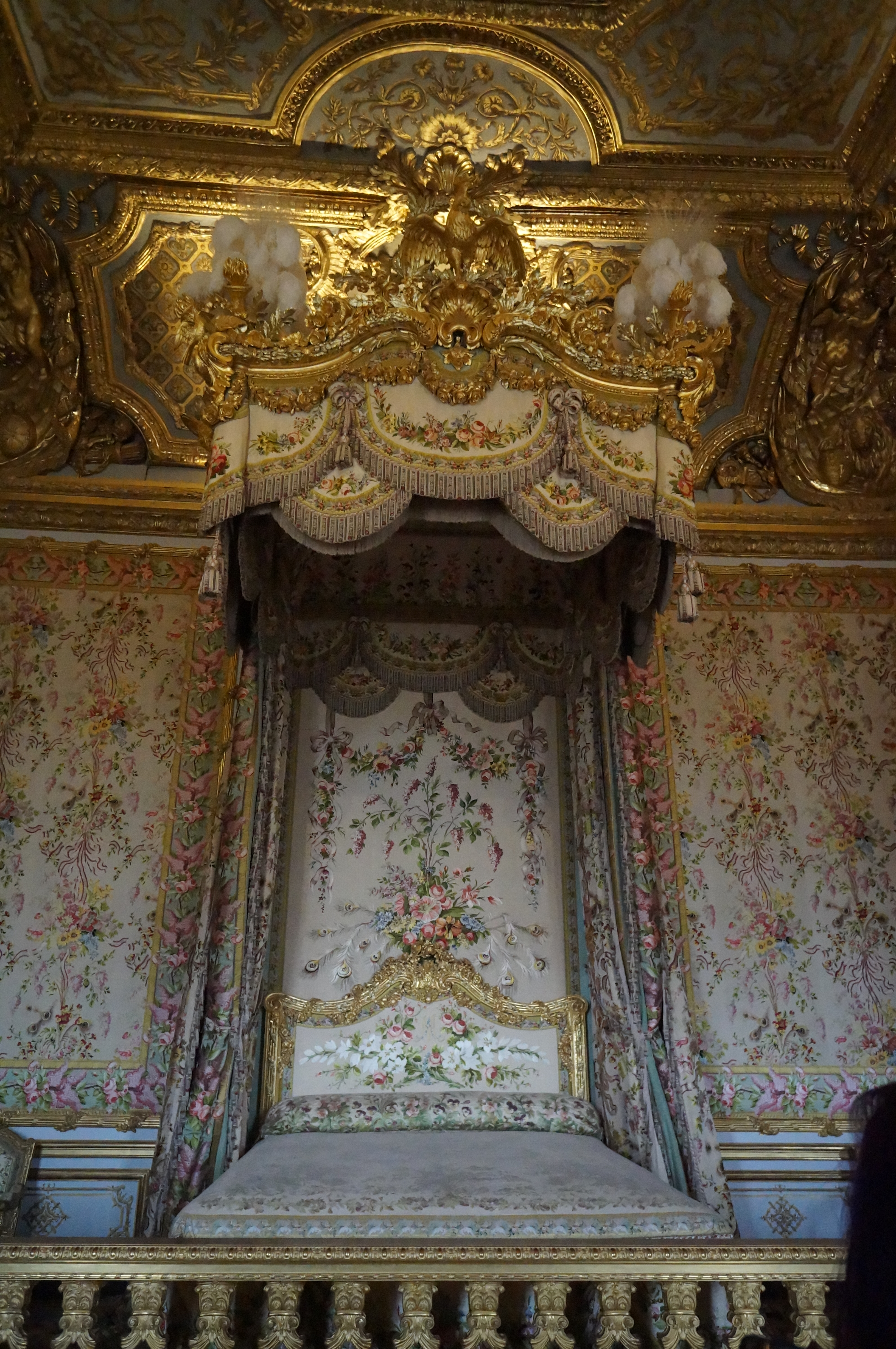
마리 앙투아네트의 침대
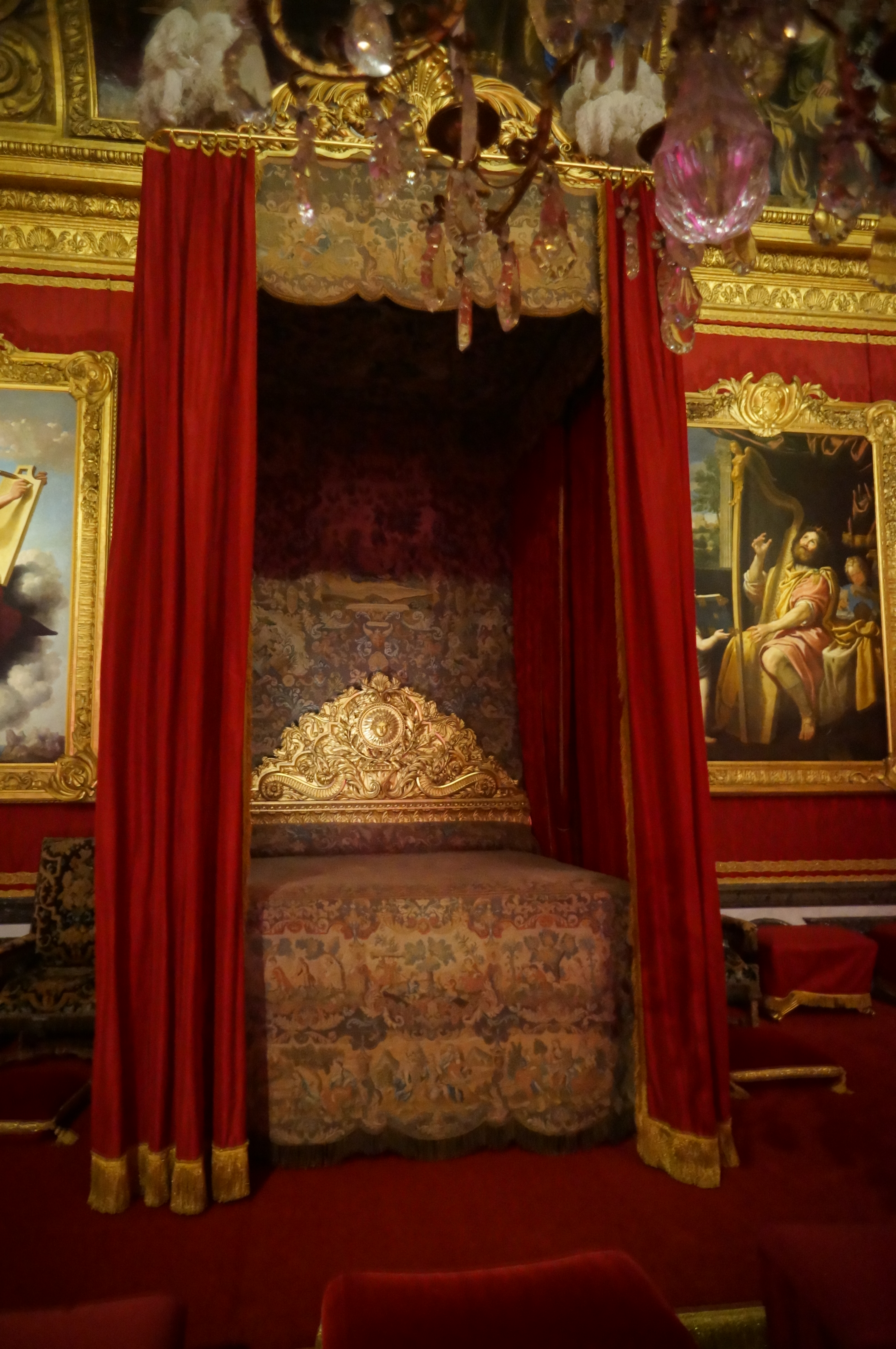

## 관련 문헌
- Thompson, Ian. The Sun King's Garden: Louis XIV, André Le Nôtre And the Creation of the Gardens of Versailles. London: Bloomsbury Publishing, 2006 (hardcover, ISBN 1-58234-631-3).
  - Reviewed 보관됨 2008-06-22 - 웨이백 머신 by Peter Parker in the Telegraph 보관됨 2018-01-25 - 웨이백 머신, October 1, 2006.
  - Reviewed 보관됨 2008-06-22 - 웨이백 머신 by John Adamson in the Telegraph 보관됨 2018-01-25 - 웨이백 머신, 2006.

## 같이 보기
- 테니스 코트의 서약
- 베르사유 대성당